# Ferdinand Osten (Maler)
Ferdinand Osten (* 1. Dezember 1878 in Hannover; † 7. Mai 1940 ebenda) war ein deutscher Maler, Illustrator und Mosaikkünstler der Düsseldorfer Schule.

## Leben

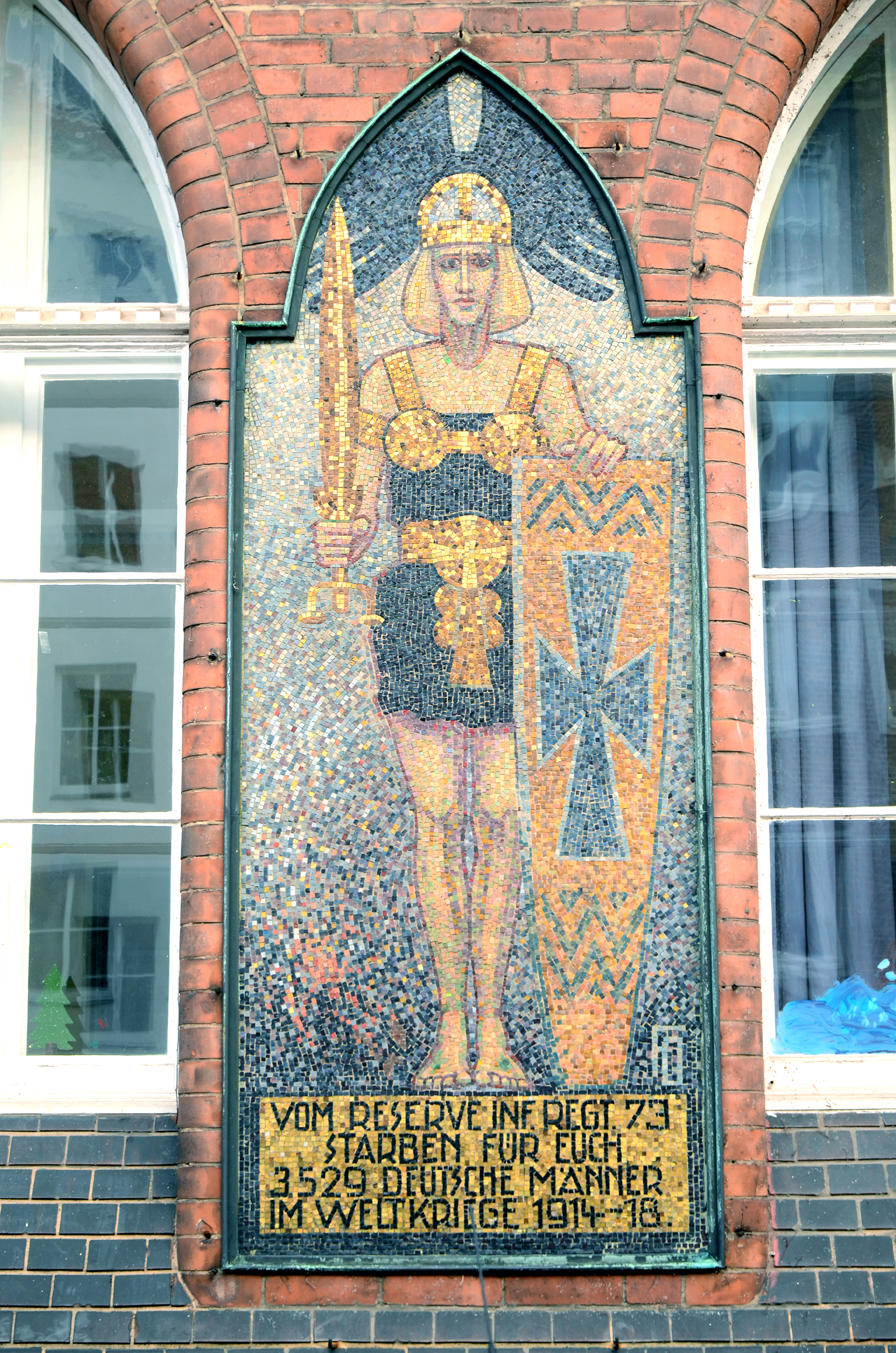
Gedenktafel für die Gefallenen des Reserve-Infanterie-Regiments Nr. 73

Osten besuchte die Kunstgewerbeschule Düsseldorf und die Kunstakademie Düsseldorf. An der Akademie war er Schüler von Peter Janssen dem Älteren, Eduard von Gebhardt und Claus Meyer. Außerdem besuchte er die Großherzoglich-Sächsische Kunstschule Weimar. Als niedergelassener Künstler lebte und arbeitete er in Hannover. Dort wirkte er auch als Illustrator, beispielsweise zu Schriften für Zinnober-Feste von Kurt Schwitters. An der Grundschule Kestnerstraße in der Südstadt von Hannover findet sich ein von Osten geschaffenes, 1930 enthülltes Wandmosaik mit der Darstellung eines Rolands. Es erinnert an die 3529 Gefallenen des Reserve-Infanterie-Regiments Nr. 73 der 19. Reserve-Division des Deutschen Heeres.